# Deutsche Futsalnationalmannschaft der Frauen
Die deutsche Futsalnationalmannschaft der Frauen ist eine geplante, repräsentative Auswahl des Deutschen Fußball-Bundes (DFB), die Deutschland bei internationalen Begegnungen im Futsal, der einzigen von der FIFA anerkannten Variante des Hallenfußballs, vertreten soll.

## Geschichte
Vom 11. bis 13. März 2022 veranstaltete der DFB in der Sportschule Wedau ein Sichtungsturnier mit seinen Landesverbänden zur Sichtung von Spielerinnen für eine künftige deutsche Futsalnationalmannschaft der Frauen.
Für das Jahr 2024 plant der DFB die Teilnahme an der Qualifikationsrunde zur UEFA Women's Futsal Euro. Laut Marianne Finke-Holtz (Mitglied in der Futsal-Kommission des DFB) würde Deutschland bereits zu Beginn zu den zehn besten Nationen der Welt dazuzählen. Im September 2022 vertagte das DFB-Präsidium die Entscheidung über die Gründung der schon in Aussicht gestellten Futsalnationalmannschaft, zuvor hatten sich auch die DFB Futsal-Kommission und der DFB Ausschuss für Frauen- und Mädchenfußball für eine entsprechende Mannschaft ausgesprochen. Vor allem der schon vorangegangene Sichtungslehrgang in der Sportschule Wedau, an welchem Stützpunkte aus mehreren DFB-Landesverbänden teilnahmen und die bereits gegründete U19-Junioren Futsalnationalmannschaft sorgten dafür, dass die Spielerinnen schon fest von einer Gründung im Herbst 2022 ausgingen. Marianne Finke-Holtz kündigte trotzdem an, dass der DFB zur Frauen Europameisterschaft 2024 eine Mannschaft stellen werde. Im Dezember 2022 kündigte die FIFA an eine Futsal-WM auch für die Frauen veranstalten zu wollen, was – neben der Frauen Futsal-Europameisterschaft der UEFA – das zweite große Turnier für Frauennationalmannschaften im Futsal wäre. Inwieweit der DFB hier für eine Mannschaft melden würde ist unklar (Stand: Dezember 2022).